# Anne Rambach
 (février 2019).
Anne Rambach, née Rousseau le 14 mai 1970 à Saint-Brieuc, est une romancière, essayiste, scénariste et éditrice française.

## Biographie
Née en 1970, en Bretagne, Anne Rambach a fait des études de Lettres Modernes.
De 1991 à 1996, elle milite à Act Up-Paris, association activiste de lutte contre le sida. Elle assure notamment pendant plusieurs années l'organisation des actions publiques (zaps) du groupe et en est vice-présidente en 1994. Elle milite aussi pour le droit des gays et lesbiennes et pour les sans-papiers.
En 1997, avec sa compagne, Marine Rambach, elle crée les Éditions gaies et lesbiennes, maison d'édition militante qu'elles dirigeront jusqu'en 2008. Ensemble, elles écriront plusieurs romans sentimentaux homosexuels : Cœur contre cœur, Embarquement pour l'amour...
En 2000, Anne Rambach publie chez Calmann-Lévy son premier thriller, Tokyo Chaos, dont l'héroïne est une inspectrice américano-japonaise obsédée par les armes à feu, Junko Go. Suivront ensuite Tokyo Atomic (2001) et Tokyo Mirage (2002). En 2004, elle publie un thriller se déroulant à Miami, Success Story, édité chez Plon.
Elle commence alors une nouvelle série de thrillers basée sur le personnage de Diane Harpmann, journaliste pigiste, mi-bretonne mi-juive, habitant le quartier chinois de Paris. Survivante à plus d'un titre, pratiquant l'aïkido, elle se lance dans des enquêtes en solitaire généralement complexes et dangereuses.
Anne Rambach est aussi auteure, avec Marine Rambach, d'essais. En 2001, elles créent le terme d'« intellos précaires » et publient Les Intellos précaires, chez Fayard, portrait de groupe de ces nouveaux précaires que sont les petites mains de l'édition, de la presse, de l'enseignement, de la recherche, des musées, des bibliothèques, etc. Le livre fait grand bruit. Il sera suivi en 2009, des Nouveaux intellos précaires, chez Stock. Elle se tournera ensuite vers la création de scénarios pour la télévision française avec sa femme Marine Rambach, qu'elle épouse le 24 juin 2013. Elle est désormais principalement scénariste, travaille en collaboration constante avec Marine Rambach, et occupe le poste de directrice artistique pour certaines séries.
Anne Rambach a été présidente de la Guilde française des scénaristes en 2015 et 2016. Elle a été élue au conseil d'administration de la Société des Auteurs et Compositeurs Dramatiques en 2020. 

## Œuvres
- Success Story, Plon, 2004  (ISBN 2-25919777-9)
- Bombyx, Albin Michel, 2007  (ISBN 978-222617713-1)
- Parfum d'Enfer, Éditions du Panama, 2008  (ISBN 978-275570393-1)
- Ravages, Rivages/Thriller, 2013  (ISBN 978-2-7436-2436-1) ; réédition Rivages/Noir no 975, 2014  (ISBN 978-2743629267)

### Junko Go
- Tōkyō Chaos, Calmann-Lévy Supense, 2000.
- Tōkyō Atomic, Calmann-Lévy, 2001.
- Tōkyō Mirage, Calmann-Lévy, 2002.

### Avec Marine Rambach
- Cœur contre cœur, Embarquement pour l'amour, Les Lois de l'amour, éditions gaies et lesbiennes.
- Les Intellos précaires, Fayard, 2001.
- La Culture gaie et lesbienne, Fayard, 2003.
- À vous de jouer ! Enquête tragi-comique sur les jeux-concours, Fayard, 2006.
- Les Nouveaux Intellos précaires, Stock, 2009
- Tout se joue à la maternelle, éditions Thierry Magnier, 2012
- Comment je suis devenue flic, éditions Thierry Magnier, 2011
- Le Jour où j'ai brûlé mon cœur, film diffusé sur TF1, 2018 (Prix média ENFANCE majuscule 2019 Catégorie Fiction)

### Scénarios, avec Marine Rambach
- Candice Renoir, France 2, saison 2 épisodes 4 et 7, saison 3 épisodes 3 et 10, saison 4 épisodes 3 et 8, saison 7 épisode 67 et saison 10 épisode 93
- Engrenages, Canal plus, saison 5 épisode 10, saison 6 épisode 3, saison 7 épisodes 4 et 8, saison 8 épisodes 5 et 6
- Le Jour où j'ai brûlé mon cœur, TF1, Prix média ENFANCE majuscule 2019
- Ben, France 2, scénario et direction artistique, série de 6 épisodes.

## Sources
- Claude Mesplède (dir.), Dictionnaire des littératures policières, vol. 2 : J - Z, Nantes, Joseph K, coll. « Temps noir », 2007, 1086 p. (ISBN 978-2-910686-45-1, OCLC 315873361).